# Cazadores
Cazadores est une tequila 100 % agave originaire de Los Altos de Jalisco au Mexique.
La marque Cazadores est détenue par le groupe Bacardí (Bacardi Limited) dont le siège est basé à Hamilton aux Bermudes.

## Produits
- Cazadores Añejo
- Cazadores Reposado
- Cazadores Blanco

## Site officiel
- Site international
- Site mexicain